# リクード

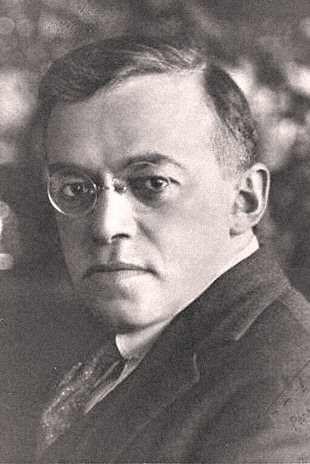
ゼエブ・ジャボティンスキー

リクード - 国民自由運動（הַלִּיכּוּד – תנועה לאומית ליברלית、英語: Likud – National Liberal Movement）は、イスラエルの政党。党首は現在同国首相を務めるベンヤミン・ネタニヤフ（第5代）。
通称リクード（ヘブライ語: הליכוד、英語: Likud）。リクードは「団結」を意味するヘブライ語である。

## 概説
左派の労働党と並ぶ、イスラエルの二大政党の一つである。20世紀初頭のロシアのシオニストであるヨセフ・トルンペルドール、ゼエブ・ジャボティンスキーの哲学を理論的支柱とする。
パレスチナにおけるユダヤ人入植者の間では、20世紀初頭以来、集団農場や協同組合を建設しようとする労働シオニズム（社会主義シオニズム）が主導的な位置を占めてきたが、これに対して右派は「修正シオニズム」を掲げ、イギリス委任統治領パレスチナの範囲にとどまらず「約束の地」全域への領土拡大を求めて主流派労働シオニズムと対立、独自の武装勢力（エツェル）などを基盤に戦った。
戦後はヘルート党へと結集したが、右派勢力は労働党に対して野党にとどまり続けた。しかし、経済の民営化を求める富裕層や、労働党の権力基盤である労働組合などに入り込むことができず下層階級となったイラクやモロッコなど中東出身のユダヤ人（ミズラヒム）などの間に労働党に対する反発が高まり、ヘルートもこうした層を吸収していった。
ユダヤの民族主義を強調することが多く、「イスラエルではユダヤ人だけが自決権を持つ」とするユダヤ人国家法を推進する。このため、イスラエル国内に住むアラブ人と対立しがちであるが、歴史的にイスラームからは孤立していたドゥルーズ派に属するアラブ人は、伝統的にリクードを支持する傾向にある。

## 歴史
1973年にメナヘム・ベギンらが、政党ヘルートと政党Liberal Partyの政党連合ガハルにガハルから分裂していた政党Free Centreと政党National List、そしてクネセトに議席を持たない政党Movement for Greater Israelを糾合して右派の政党連合リクードを作った。第四次中東戦争に対する批判で労働党を攻撃し、77年政権奪取。81年には政権維持が困難とされながらも、同年6月のイラクの核開発阻止のための限定空爆・バビロン作戦によって求心力を回復。ベギン政権は政権を維持し、翌82年には第三次中東戦争で占領した、シナイ半島から撤退しエジプトとの和平につなげることに成功する。
ヘブライ語聖書（旧約聖書）の教えに基づく領土拡大・占領地への入植をめざした大イスラエル主義（「約束の地」の領域までがイスラエルの最大版図と考える思想）を掲げている。宗教色を排した世俗主義が党是。
労働党と並ぶ二大政党として何度も政権を担当してきたが、2005年に対パレスチナの路線対立から党首のアリエル・シャロン首相やエフード・オルメルトら多くの閣僚・有力議員が離党して新政党カディマを結成した。
ネタニヤフは政権奪回後の政権構想について、右派や宗教政党主体の内閣にすると示唆している。また、同党は長年パレスチナ国家創設に反対していたが、近年では非武装の限定的な国家であれば容認との立場にシフトさせている。これには反対意見も根強く、2001年に当時のシャロン首相]がパレスチナ独立に言及したが、党内から激しい反発を買った経緯がある。同時に、ヨルダン川西岸やゴラン高原からのイスラエル国防軍の撤退、ユダヤ人入植地解体には激しく反対している。
イランやシリアなど、圧政国家とされる勢力の核武装には限定空爆を視野に入れた強硬な姿勢を示している。
2005年12月の党首選で、ネタニヤフが次点のシルバン・シャロームに10ポイント以上の差をつけ圧勝。
だが、シャロン派・集団離党の余波を押さえきれず、2006年3月28日の第17回クネセト総選挙では前回から26議席減らして12議席しか獲得できなかった。党内・最強硬派のウジ・ランダウ（2008年に離党）、ミハエル・ラツォン（ネタニヤフとは疎遠で、09年の選挙では順位を強制的に下げられる）は落選。ネタニヤフは開票後の声明で、「和平と治安の両立、この2つの大義が支持される時が必ず来る」と強調党首辞任を拒否した。
2009年2月10日に予定される総選挙で政権奪回を目指しており、同党の象徴であるメナヘム・ベギン元首相の息子・ベニー・ベギン元科学相の復党と、ジャボティンスキーの孫の入党が既に発表されている。2008年12月8日に候補者選定のための党員投票が行われ、158余りが出馬し、党幹事長ギドン・サールが比例順位2位に、嫌煙家として知られ、現在のイスラエルで定められている「禁煙法」（公共の場所は全て禁煙というもの）を発案した若手のギラード・エルダンが3位、復党を決めた前述のベギンは5位となった。候補者の中には対パレスチナ強硬派が比較的多く、そのなかでも最強硬派で、クネセトからのアラブ人議員追放、非ユダヤ人のイスラエル国外退去の奨励、ガザ地区再占領などを主張するモーシェ・ファイクリンが比例順位20位に選ばれたがその後36位に変更された。ベギンと共にネタニヤフと和解・復党を果たしたダン・メリドール元財務相は「右に傾斜しすぎることも左に傾斜しすぎることも誤りだ」ということが持論であり、長年ネタニヤフと対立が続いていた。
オルメルト政権の度重なる汚職事件やレバノン戦争の失態でリクードは息を吹き返し、2009年2月の第18回クネセト総選挙では27議席を獲得し、第一党であるカディーマと1議席差で第二党になった。ネタニヤフ党首は右派勢力をまとめ、自身が首相になると表明している。政策的に近いイスラエル我が家や国家統一党などが、こぞってシモン・ペレス大統領にネタニヤフを推挙。同月20日、ペレスはネタニヤフに正式に組閣を要請、31日に右派連立による第2次ネタニヤフ内閣が発足した。
2013年1月の第19回クネセト選挙ではリクードはイスラエル我が家(イスラエル・ベイテイヌ)と政党連合「リクードとイスラエル・ベイテイヌ」を組んだ。前回の選挙ではリクードは27議席、イスラエル我が家は15議席だったが、今回の選挙では合わせて31議席で第一党になった。3月に第3次ネタニヤフ内閣(第33代政府)が発足した。リクードとイスラエル・ベイテイヌの政党連合は2014年7月に解消された。
2015年3月の第20回クネセト選挙では30議席を獲得し大勝利となった。この選挙の結果として5月に成立した第四次ネタニヤフ政権(第34代政府)では、リクードが首班政党としての地位を維持しながら、中道・極右の3政党が連立から去り、極右のユダヤ人の家、中道右派クラヌ（みんなの党）、シャス、トーラー連合などと連立を形成した。しかし61議席の連立与党は過半数ぎりぎりであり、リクードに新たな課題を突き付けた形となった。
2016年5月に連立政権に加わった6議席を持つイスラエル我が家(イスラエル・ベイテイヌ)の党首のアヴィグドール・リーベルマンは、2018年11月14日、政府がハマスとの停戦を承認したことに抗議して連立与党を離脱した。12月、議会の解散と総選挙を行うことが決まった。これが、イスラエルの政治危機の始まりだった。
2019年4月の第21回クネセト選挙ではリクードは35議席を獲得して第一党を維持したが、対立するベニー・ガンツが率いる政党「青と白」も同じく35議席を獲得した。ルーベン・リブリン大統領はネタニヤフに組閣を要請したが、ネタニヤフは120議席の過半数を束ねる連立政権を作ることができなかった。大統領がガンツに組閣を要請する前に、暫定首相のネタニヤフは議会に解散法案を提出し、これが可決されて解散と総選挙を行うことが決まった。
2019年9月の第22回クネセト選挙ではガンツの青と白が33議席で第一党に、リクードが32議席になった。大統領は議員の推薦票が多かったリクードのネタニヤフに組閣を要請し、リクードと青と白の大連立をするよう求めたが、ネタニヤフは今回も過半数を束ねることができなかった。続いて大統領はガンツに組閣を要請したが、これも過半数を束ねることができなかった。そしてまた、議会を解散し総選挙を行うことになった。
ギドン・サールが党首のネタニヤフに挑戦して、解散と総選挙が確定する前に党首選挙を行うことを提案した。サールは「私が党首になれば、これ以上の解散総選挙をせずに過半数をまとめて政権を成立させることができる」と主張した。ネタニヤフの陣営は、サールがネタニヤフを退陣させようとしている左翼やメディアと手を組んでいると批判した。解散と総選挙が確定したあとの2019年12月26日にリクードの党首選挙が行われた。ネタニヤフとサールが立候補し、ネタニヤフが72.5%の票を得て勝利しネタニヤフが党首を続けることが決まった。
2020年3月の第23回クネセト選挙ではリクードが36議席で第一党に、ガンツの青と白が32議席になった。大統領は議員の推薦票が多かったガンツに組閣を要請したが、今回も過半数を束ねることができなかった。混乱は続いたが、しかし、COVID-19に対応するためにガンツはリクードと連立政権を作ることを決めた。この決定で青と白は分裂したが、2020年5月にネタニヤフとガンツの政権(第35代政府)が成立した。この政権ではネタニヤフが首相を1年半務めたあと、交代してガンツが首相を1年半務めることになった。2020年12月8日にそれまでリクードに所属していたギドン・サールが離党して、新しい希望(ニューホープ)という政党を作った。2020年12月23日までに予算案が可決されず、予算案の可決期限を延長する法案も否決されたため、解散と総選挙が決まった。第35代政府も1年保たずに崩壊した。
2021年3月の第24回クネセト選挙ではリクードが30議席で第一党になり、大統領はネタニヤフに組閣を要請したが、今回も過半数を束ねることができなかった。次に大統領は17議席で第二党のイェシュ・アティッドの党首のヤイル・ラピドに組閣を要請、ラピドはナフタリ・ベネットが率いる7議席の政党ヤミナをイェシュ・アティッドを中心としたブロックに加えることで過半数を得て、6月13日にベネットとラピドの政権(第36代政府)が成立した。これでリクードは野党になった。
2022年11月の第25回クネセト選挙ではリクードが32議席で第一党に、リクードを中心とした右翼ブロックは合わせて64議席で過半数になり、2022年12月に第6次ネタニヤフ内閣(第37代政府)が成立した。
2023年10月4日と5日の世論調査ではリクードは28議席相当の支持があり、与党(右翼ブロック)全体では過半数以下の55議席相当、野党ブロックは55議席相当、アラブ系政党が合計10議席相当だった。10月7日にハマスによるイスラエルへの攻撃があったあと、10月13日の世論調査では19議席相当まで減少し、2024年1月12日の世論調査では16議席相当まで落ち込んだ。その後支持率が回復し始め、2024年9月30日の世論調査では26議席相当まで戻したが、依然として与党(右翼ブロック)全体では過半数以下になると予想されている。

## 歴代党首
| 代 | 党首 | 党首                   | 任期            |
| -- | ---- | ---------------------- | --------------- |
| 1  |      | メナヘム・ベギン       | 1973年 - 1983年 |
| 2  |      | イツハク・シャミル     | 1983年 - 1993年 |
| 3  |      | ベンヤミン・ネタニヤフ | 1993年 - 1999年 |
| 4  |      | アリエル・シャロン     | 1999年 - 2005年 |
| 5  |      | ベンヤミン・ネタニヤフ | 2005年 -        |

## 選挙結果

### クネセト
| 選挙     | 党首                   | 得票数    | %         | 議席     | +/– | 地位 |
| -------- | ---------------------- | --------- | --------- | -------- | --- | ---- |
| 1973     | メナヘム・ベギン       | 473,309   | 30.2 (#2) | 39 / 120 | 7   | 野党 |
| 1977     | メナヘム・ベギン       | 583,968   | 33.4 (#1) | 43 / 120 | 4   | 与党 |
| 1981     | メナヘム・ベギン       | 718,941   | 37.1 (#1) | 48 / 120 | 3   | 与党 |
| 1984     | イツハク・シャミル     | 661,302   | 31.9 (#2) | 41 / 120 | 7   | 与党 |
| 1988     | イツハク・シャミル     | 709,305   | 31.1 (#1) | 40 / 120 | 1   | 与党 |
| 1992     | イツハク・シャミル     | 651,229   | 24.9 (#2) | 32 / 120 | 8   | 野党 |
| 1996     | ベンヤミン・ネタニヤフ | 767,401   | 25.1 (#2) | 32 / 120 | 10  | 与党 |
| 1999     | ベンヤミン・ネタニヤフ | 468,103   | 14.1 (#2) | 19 / 120 | 3   | 野党 |
| 2003     | アリエル・シャロン     | 925,279   | 29.4 (#1) | 38 / 120 | 19  | 与党 |
| 2006     | ベンヤミン・ネタニヤフ | 281,996   | 9.0 (#4)  | 12 / 120 | 26  | 野党 |
| 2009     | ベンヤミン・ネタニヤフ | 729,054   | 21.6 (#2) | 27 / 120 | 15  | 与党 |
| 2013     | ベンヤミン・ネタニヤフ | 884,631   | 23.3 (#1) | 31 / 120 | 7   | 与党 |
| 2015     | ベンヤミン・ネタニヤフ | 984,966   | 23.4 (#1) | 30 / 120 | 12  | 与党 |
| Apr 2019 | ベンヤミン・ネタニヤフ | 1,138,772 | 26.5 (#1) | 35 / 120 | 5   |      |
| Sep 2019 | ベンヤミン・ネタニヤフ | 1,113,617 | 25.1 (#2) | 32 / 120 | 4   |      |
| 2020     | ベンヤミン・ネタニヤフ | 1,349,171 | 29.5 (#1) | 36 / 120 | 4   | 与党 |
| 2021     | ベンヤミン・ネタニヤフ | 1,066,892 | 24.2 (#1) | 30 / 120 | 6   | 野党 |
| 2022     | ベンヤミン・ネタニヤフ | 1,115,049 | 23.4 (#1) | 32 / 120 | 2   | 与党 |

1. ↑  ハ・リクードと読む。ハは「The」の意。
2. ↑  リクードを離脱していたシャロンら政党Shlomtzionの議員が選挙後に2人ともリクードに加入して45議席になった。
3. ↑  政党Gesherと政党Tzometとの連合で、そのうちリクード所属の議員は22人だった。
4. ↑  政党イスラエル我が家との連合で、選挙時点ではリクード所属の議員は20人だったが、大統領や大使になるため議員辞職があり、比例名簿順位の都合でイスラエル我が家の議員が繰り上げ当選し、リクード所属の議員は18人になった。

### 総理大臣の直接選挙
| 選挙 | 候補者                 | 得票数    | %         | 結果 |
| ---- | ---------------------- | --------- | --------- | ---- |
| 1996 | ベンヤミン・ネタニヤフ | 1,501,023 | 50.5 (#1) | 勝利 |
| 1999 | ベンヤミン・ネタニヤフ | 1,402,474 | 43.9 (#2) | 敗北 |
| 2001 | アリエル・シャロン     | 1,698,077 | 62.4 (#1) | 勝利 |

この制度は廃止された。

## 党所属議員
- ミリ・レジェブ
- ベンヤミン・ネタニヤフ

## CMソング
リクードのCMソングが存在する（外部リンク参照）。1990年代から使われている曲で、長さは1分20秒程度であり、テンポは速いが覚えやすいキャッチーなメロディに乗せて男女混声で歌われている。